# Yang Zixuan
Yang Zixuan (楊子萱T, 楊子萱S, Yáng ZǐxuānP; 24 dicembre 2002) è una goista taiwanese.

## Biografia
Da dilettante ottenne il secondo posto nell'edizione del 2016 dello Zuiqiang femminile, sconfitta da Hei Jiajia.
Nel 2017 divenne professionista.
A febbraio 2018 è stata promossa 2 dan.
A febbraio 2019 è stata promossa 3 dan. È arrivata seconda nel Zuiqiang femminile, sconfitta nuovamente da Hei, e nella prima edizione del Mingren femminile, sconfitta da Dang Xijun.
Ad agosto 2020 è stata promossa 4 dan. A settembre ha vinto la terza edizione del Mingren femminile, sconfiggendo Bai Xinhui.
Il 23 agosto 2021, Yang ha disputato contro Zhang Kaixin la più lunga partita professionistica, nel corso del secondo turno del tabellone dei perdenti della 7ª edizione dello Zuiqiang femminile: Yang ha vinto con Nero di 3,5 dopo 431 mosse.
A giugno 2022 è stata promossa 5 dan. A settembre ha vinto l'ottava edizione dello Zuiqiang femminile, sconfiggendo Lu Yuhua. A giugno ha perso la finale del quinto Mingren femminile contro la stessa Lu.
Nel 2023 ha partecipato ai XIX Giochi asiatici come membro della squadra femminile taiwanese, insieme a Lu Yuhua, Hei Jiajia e Li Jiaxin. Nel girone preliminare della competizione a squadre femminile, Yang ha ottenuto tre vittorie, tra cui quella contro la cinese Yu Zhiying, e due sconfitte, contro la sudcoreana numero uno al mondo Choi Jeong e contro la giapponese Ueno Risa: la squadra taiwanese è arrivata quinta, mancando l'accesso alla fase a eliminazione diretta. Tra settembre e novembre ha disputato la finale del Mingren femminile; essendovi arrivata come vincitrice del tabellone delle perdenti, doveva vincere due incontri contro Lu Yuhua, senza perderne neppure uno, per poter ottenere il titolo: Yang ha vinto l'incontro di settembre, ma ha poi perso quello di novembre, perdendo la finale.
A novembre 2024 ha perso la finale della settima edizione del Mingren femminile contro Li Jiaxin (quarta finale persa, di cui tre consecutive).
Nell'agosto 2025 ha vinto l'undicesima edizione dello Zuiqiang femminile, sconfiggendo in finale Lin Yiting.

## Palmarès
| Nazionali          | Nazionali      | Nazionali           |
| Tornei             | Vittorie       | Finalista           |
| ------------------ | -------------- | ------------------- |
| Zuiqiang femminile | 2 (2022, 2025) | 2 (2016, 2019)      |
| Mingren femminile  | 1 (2020)       | 4 (2019, 2022-2024) |
| Totale             | 3              | 6                   |